# Episodi di Revenge (prima stagione)
La prima stagione della serie televisiva Revenge, composta da 22 episodi, è stata trasmessa dal 21 settembre 2011 al 23 maggio 2012 sul canale statunitense ABC.
In Italia la stagione è andata in onda in prima visione satellitare dal 30 novembre 2011 al 10 luglio 2012 su Fox Life, canale a pagamento della piattaforma Sky. È stata trasmessa in chiaro dal 1º ottobre 2012 all'11 marzo 2013 su Deejay TV.
| nº | Titolo originale | Titolo italiano          | Prima TV USA      | Prima TV Italia  |
| -- | ---------------- | ------------------------ | ----------------- | ---------------- |
| 1  | Pilot            | Il domino della vendetta | 21 settembre 2011 | 30 novembre 2011 |
| 2  | Trust            | Fiducia                  | 28 settembre 2011 | 7 dicembre 2011  |
| 3  | Betrayal         | Tradimenti               | 5 ottobre 2011    | 14 dicembre 2011 |
| 4  | Duplicity        | Dubbi e incertezze       | 12 ottobre 2011   | 21 dicembre 2011 |
| 5  | Guilt            | Sensi di colpa           | 19 ottobre 2011   | 4 gennaio 2012   |
| 6  | Intrigue         | Le ragioni del cuore     | 26 ottobre 2011   | 11 gennaio 2012  |
| 7  | Charade          | Il bene e il male        | 2 novembre 2011   | 18 gennaio 2012  |
| 8  | Treachery        | Fantasmi del passato     | 16 novembre 2011  | 25 gennaio 2012  |
| 9  | Suspicion        | Sospetto                 | 23 novembre 2011  | 1º febbraio 2012 |
| 10 | Loyalty          | Lealtà                   | 7 dicembre 2011   | 8 febbraio 2012  |
| 11 | Duress           | Coercizione              | 4 gennaio 2012    | 15 febbraio 2012 |
| 12 | Infamy           | Infamia                  | 11 gennaio 2012   | 22 febbraio 2012 |
| 13 | Commitment       | L'impegno                | 18 gennaio 2012   | 8 maggio 2012    |
| 14 | Perception       | Percezione               | 8 febbraio 2012   | 15 maggio 2012   |
| 15 | Chaos            | Caos                     | 15 febbraio 2012  | 22 maggio 2012   |
| 16 | Scandal          | Scandalo                 | 29 febbraio 2012  | 29 maggio 2012   |
| 17 | Doubt            | Il dubbio                | 18 aprile 2012    | 5 giugno 2012    |
| 18 | Justice          | Giustizia                | 25 aprile 2012    | 12 giugno 2012   |
| 19 | Absolution       | Assoluzione              | 2 maggio 2012     | 19 giugno 2012   |
| 20 | Legacy           | Eredità                  | 9 maggio 2012     | 26 giugno 2012   |
| 21 | Grief            | Il lutto                 | 16 maggio 2012    | 3 luglio 2012    |
| 22 | Reckoning        | La resa dei conti        | 23 maggio 2012    | 10 luglio 2012   |

## Il domino della vendetta
- Titolo originale: Pilot
- Diretto da: Phillip Noyce
- Scritto da: Mike Kelley

### Trama
Daniel Grayson ed Emily Thorne stanno festeggiando il loro fidanzamento quando Charlotte, sorella del festeggiato, e Declan Porter, fanno una macabra scoperta in spiaggia: un ragazzo è stato brutalmente ucciso con tre colpi di pistola.
Cinque mesi prima: Emily Thorne, una bella e ricca ragazza, decide di trasferirsi negli Hamptons in una casa dove viveva da bambina con suo padre David.
Fingendo di non conoscere nessuno, decide quindi di partecipare alla festa organizzata dalla sua amica Ashley in onore di Victoria, matrona dei Grayson e donna potente, nonché sua vicina di casa.
La famiglia Grayson è famiglia con molti oscuri segreti, a partire dalla relazione del marito - Conrad Grayson - con Lydia Davis, migliore amica di Victoria e proprietaria della casa dove Amanda/Emily finirà appunto per vivere a seguito di alcune vicende; parte dei segreti coinvolgono la vita passata e sconsiderata di Daniel e i problemi che anche sua sorella Charlotte comincia a dare.
È proprio su questi segreti che Emily comincia a forgiare la sua vendetta: la ragazza infatti non è altro che Amanda Clarke, figlia dell'uomo che anni prima proprio la famiglia Grayson e la falsità degli Hamptons hanno portato alla rovina.
La ragazza si fa quindi presentare a Victoria, iniziando la sua vendetta con lo smascherare la relazione tra Lydia e Conrad.
Sempre durante la festa Amanda, ora per tutti Emily, si avvicina a Daniel.

Rientrata a casa mentre sta assorta tra video, lettere e flashback riguardanti il padre Emily viene sorpresa da Nolan, abitante del posto e amico del padre che dopo averla riconosciuta si offre di partecipare al piano di vendetta che sta attuando, ricevendo però un netto rifiuto.
Prima di andarsene però Nolan la informa riguardo all'amore che Jack non ha mai smesso di provare per lei.
Un ultimo flashback la riporta quindi al primo incontro tra Amanda e Nolan, e alla nascita della futura Emily.
Intanto mentre Emily continua a costruire il suo piano e a rievocare tutto ciò che legava suo padre a Victoria, anche la stessa Victoria si interessa a lei, commissionando qualcuno d'investigare sul suo conto per trovare informazioni.
- Guest star: James Tupper (David Clarke), Amber Valletta (Lydia Davis), Brian Goodman (Carl Porter), Christina Chang (Karrie Thurgood).
- Ascolti USA: telespettatori 10.020.000 - share 9%[2]
- Musiche: Angus & Julia Store, "For you"

## Fiducia
- Titolo originale: Trust
- Diretto da: Phillip Noyce
- Scritto da: Mike Kelley, Joe Fazzio

### Trama
Dodici settimane prima della festa del loro fidanzamento, durante una partita di polo cui Daniel prende parte, Emily si avvicina a un investitore - Bill Harmon - che è un obiettivo della sua vendetta.
L'uomo anni prima fu elemento cruciale nelle deposizioni contro suo padre.
Riuscendo a conquistare la sua fiducia la ragazza ottiene un appuntamento con lui per una consulenza finanziaria e poco dopo riesce anche a strappare un appuntamento a Daniel.
Intanto tramite il suo fedele autista Frank Stevens, Victoria continua le ricerche sulla ragazza.
Aiutata senza saperlo da Nolan, Emily riesce ad ottenere invece l'acquisto della sua casa d'infanzia, superando l'offerta di Victoria che ora ha deciso di confrontarsi direttamente con la ragazza. L'indomani quando ormai tutto sembra essere sistemato sia con la casa sia con Victoria, Emily riesce nel suo intento: dopo aver investito un'ingente somma di denaro su una compagnia, riesce a portare al fallimento Bill Harmon rubandogli tutti i suoi contatti e facendolo investire nelle azioni sbagliate.
La sera, dopo essere uscita con Daniel, la ragazza trova a casa una grande festa di benvenuto durante la quale incontra nuovamente Jack. Il giovane infatti deve fingere di essere amico di Nolan per riavere indietro la sua barca, e spinto dal fratello Declan ha preso parte alla festa, non riconoscendo però in Emily la sua amica d'infanzia Amanda.
Declan, sempre più attratto da Charlotte, la invita una seconda volta a vedersi, ma verrà pestato dal suo ragazzo e altri tre amici. Viene salvato dal padre, ma quando se ne va in preda alla rabbia e all'umiliazione, lo stesso perde conoscenza e sarà soccorso al ritorno di Jack.
Finita la festa, ignara del fatto che Victoria ha scoperto un'incongruenza nei suoi documenti, Emily cancella dalla sua lista nera Bill Harmon, e spegne finalmente una candela per il suo compleanno.
- Guest star: James Tupper (David Clarke), Max Martini (Frank Stevens), Yancey Arias (Senatore Tom Kingsly), Amber Valletta (Lydia Davis), Matthew Glave (Bill Harmon), Brian Goodman (Carl Porter), Robbie Amell (Adam Connor).
- Ascolti USA: telespettatori 8.540.000 - share 7%[3]
- Musiche: Agnes Obel, "Avenue"

## Tradimenti
- Titolo originale: Betrayal
- Diretto da: Matt Earl Beesley
- Scritto da: Salvatore Stabile

### Trama
Ossessionata dagli incubi Amanda continua la sua vendetta che questa volta è diretta contro Tom Kingsly, all'epoca semplice avvocato ed ora politico in carriera. Grazie all'aiuto di Nolan la ragazza riesce a mandargli un video compromettente che metterebbe a repentaglio la sua reputazione e fine alla sua vita politica.
Preoccupato, Tom si rivolge a Conrad il quale crede di esser riuscito a sistemare la faccenda.

Nel frattempo le cose tra Emily e Daniel vanno sempre meglio e addirittura la ragazza riesce a convincerlo ad affrontare un suo fantasma del passato andando anche contro la madre.

La sera della grande festa per la campagna elettorale di Tom è finalmente arrivata e tutto va per il meglio fino a quando, un istante dopo aver iniziato il discorso, una e-mail gli comunica l'arrivo della donna coinvolta nello scandalo, la quale crede erroneamente d'esser stata invitata da lui.
La visione dell'amante incinta lo costringe quindi a ritirarsi immediatamente dalla vita politica, portando al successo il piano di Amanda.
Dopo la morte del padre Jack e Declan si ritrovano con idee contrastanti su cosa fare, e così mentre Jack decide di onorare le volontà del padre, Declan decide di seguire il consiglio di Nolan per farsi vendetta contro Adam e conquistare Charlotte.
Nel frattempo Jack si racconta ad Amanda, che resta colpita dal nome che egli ha dato alla sua barca: il suo stesso. 

La lunga serata è finita e mentre gli invitati lasciano la festa Victoria, dopo aver scoperto che Emily non è la causa del divorzio tra Lydia e Michael, ripensa con nostalgia alla sua storia con David, ignara del fatto che al piano di sotto i sospetti riguardo al sabotaggio della candidatura di Tom stiano ricadendo proprio su di lei.
- Guest star: James Tupper (David Clarke), Ashton Holmes (Tyler Barrol), Yancey Arias (Senatore Tom Kingsly), Max Martini (Frank Stevens), Robbie Amell (Adam Connor), Alex Carter (Michael Davis).
- Ascolti USA: telespettatori 7.680.000 - share 6%[4]
- Musiche: Sun Kil Moon, "Blue orchids"

## Dubbi e incertezze
- Titolo originale: Duplicity
- Diretto da: Matt Shakman
- Scritto da: Wendy Calhoun

### Trama
Rievocando i suoi primi periodi lontana dal padre, Emily continua la sua inesorabile vendetta contro chi le ha tolto tutto. La sua attenzione si volge alla dottoressa Banks, ora psicologa negli Hamptons, che all'epoca in qualità di psicologa nell'istituto dove la piccola Amanda venne rinchiusa le impedì di riabbracciare il padre.
Sostituendo il video per una festa di beneficenza organizzata da Victoria con i video delle sedute private della Banks, Emily riesce a far non solo perdere il lavoro alla dottoressa, ma a rendere pubblici i più infimi segreti delle donne degli Hamptons, compresa Victoria.
Lo scompiglio creato dai video si riflette sulla vita privata di Victoria che avendo fatto pesanti rivelazioni riguardo alla figlia, costringe Charlotte ad allontanarsi ancora di più da lei, trovando un amico fidato in Declan.

Intanto, la storia di Emily e Daniel è messa alla prova da Tyler il quale tenta di sabotare la loro cena, inducendo l'amico a tornare a bere.
Emily, ignara a sua volta delle macchinazioni di Tyler, viene spinta da Nolan ad avvicinarsi a Jack.
- Guest star: James Tupper (David Clarke), Ashton Holmes (Tyler Barrol), Max Martini (Frank Stevens), Amy Landecker (Dottoressa Michelle Banks), Amber Valletta (Lydia Davis).
- Ascolti USA: telespettatori 7.900.000 - share 7%[5]
- Musiche: Agnes Obel, "Riverside"

## Sensi di colpa
- Titolo originale: Guilt
- Diretto da: Ken Fink
- Scritto da: Nikki Toscano

### Trama
Due giorni prima: Lydia precipita dal balcone di casa sua. Dopo la notte brava trascorsa con Tyler, Daniel viene invitato dal padre a lavorare con lui ma, scoperta una scomoda verità sempre a causa delle parole dell'amico, Daniel decide di non presentarsi al lavoro ma, anzi, di recarsi prima a scusarsi con Jack poi da Emily scoprendo che, dietro i diverbi tra loro, c'è proprio Tyler.
Victoria intanto, scopre che Conrad è stato con Lydia che incurante delle sue minacce, si presenta nuovamente negli Hamptons sia per riprendere la propria casa, sia per ritrovare la sua vecchia vita. Cogliendo al balzo l'occasione, Emily mette in atto il suo piano, aiutata anche da una telecamera messa a sua insaputa da Nolan in casa sua che, rispedita insieme ad altre cosa da Lydia, mette il ragazzo in contatto con lei.
Intanto, Emily, decide di rigirare l'ennesima festa di beneficenza di Victoria a suo favore: la festa, organizzata a favore dell'Associazione Open Arms, viene presa come spunto per ricordare a Victoria e Conrad quanto successo durante l'attentato al volo 197 e, durante l'organizzazione della festa, Emily approfitta della ricomparsa di Lydia a casa di Victoria per insinuarle il dubbio che sia stata proprio lei a rendere pubbliche le sedute di terapia della dott. Bank.

Intanto Lydia, insospettita da Emily, decide di fare ricerche su di lei e, rovistando tra alcune foto, riconosce la ragazza in una foto di un veglione passato dove, la ragazza, lavorò come Amanda Clarke. Saputa la notizia grazie a Nolan, Emily cerca in tutti i modi di evitare che la sua falsa identità venga scoperta e, mentre lei è alla festa, Nolan decide di aiutarla e andare a casa di Lydia a prendere la lista dei nomi.
Prima del suo arrivo però, finita la festa, Lydia trova in casa Frank il quale, scoperta la verità, attacca la donna, finendo per spingerla giù dal balcone. Subito dopo, arriva Nolan che, sistemata la faccenda per Emily, ricontrolla il video scoprendo la verità.
Emily intanto, finita la festa, si reca con Daniel al distretto di polizia dove Charlotte è stata arrestata insieme a Declan. Una volta lì, incontrato anche Jack, Daniel dopo essersi ancora scusato con l'uomo, gli chiede di lavorare con lui in seguito alla decisione del padre di chiudergli il conto. Così, mentre Emily e Daniel trascorrono la notte insieme, Nolan è terrorizzato dalla visione del video e cerca di contattare l'amica, invano.
- Guest star: James Tupper (David Clarke), Ashton Holmes (Tyler Barrol), Max Martini (Frank Stevens), Amber Valletta (Lydia Davis).
- Ascolti USA: telespettatori 7.940.000 - share 7%[6]
- Musiche: Little Dragon, "Twice"

## Le ragioni del cuore
- Titolo originale: Intrigue
- Diretto da: Tim Hunter
- Scritto da: Dan Dworkin, Jay Beattie

### Trama
Nolan riesce a far vedere il video della sorveglianza ad Emily che, appurato di avere un problema con Frank, decide di attuare un nuovo piano, deviando da quello originale. Grazie a Nolan infatti, Emily riesce a far arrivare a Conrad il video dell'aggressione e l'uomo, impaurito, decide di licenziare Frank il quale però, non si dà per vinto e continua a chiamare Victoria, presa ancora una volta dall'organizzazione dell'ennesima festa.
Jack intanto, spinto da Nolan, decide di sfruttare il suo potere da capo di Daniel e, come suo primo giorno, lo fa lavorare durante la festa organizzata dalla madre con doppio turno. Il ragazzo però, non batte ciglio e sottostà a tutto quello che il capo gli dice. Durante l'orario di lavoro però, Tyler va da lui e lo droga provocando un collasso del ragazzo che crolla sul letto di Jack.
Alla festa intanto, dove Tyler torna dicendo di essere stato picchiato da Daniel, Nolan viene fortemente minacciato da Frank che, dopo le dimissioni, ha scoperto che lui ha filmato tutta la scena. L'uomo infatti, incapace di rassegnarsi e lasciare Victoria, continua le sue ricerche comunicando alla donna che, secondo lui, Emily nasconde qualcosa.
Dopo aver informato Emily riguardo a quanto sa Frank, la donna viene presa da parte da Jack che, fattosi coraggio, rivela i suoi sentimenti alla donna che però, pur provando qualcosa per lui, è costretta ad allontanarlo.
Declan invece, riesce a far cedere Charlotte e a baciarsi con lei.
Finita la serata, Jack torna al bar dove trova Daniel addormentato sul suo letto, Emily torna a casa dove trova una piacevole sorpresa lasciatale da Jack, ignara del fatto che Frank la sta spiando.
- Guest star: Ashton Holmes (Tyler Barrol), Max Martini (Frank Stevens).
- Ascolti USA: telespettatori 8.720.000 - share 7%[7]
- Musiche: Silver Swan, "Anyone's ghost"

## Il bene e il male
- Titolo originale: Charade
- Diretto da: Sanford Bookstaver
- Scritto da: Mark B. Perry, Joe Fazzio

### Trama
Nonostante le dure parole dei Grayson, Frank decide di continuare da solo le sue ricerche su Emily e, a casa della ragazza, la informa del suo piano mostrandole dei documenti riguardanti i suoi anni passati in riformatorio. Scossa dalla vicenda, Emily è costretta a chiamare la dottoressa Stiles, direttrice del riformatorio che, d'accordo con lei, durante la visita di Frank regge il gioco alla ragazza, ignara del fatto che, la sera stessa, Frank riuscirà a procurarsi i veri documenti di Emily Thorne.
Intanto, per celebrare il venticinquesimo anniversario di Conrad e Victoria, il Time ha deciso di scrivere un articolo sulla loro famiglia nel quale, a causa di Tyler, è costretta a partecipare anche la stessa Emily. Stanca di avere Tyler tra i piedi, Emily chiede a Nolan di scoprire quanto di più marcio si celi dietro il ragazzo.
La sera, mentre il locale di Jack va a gonfie vele grazie alle parole spese al riguardo da Daniel, durante la cena per il loro anniversario, le cose non vanno altrettanto bene: le parole di Conrad scuotono Declan il quale, a sua volta, crea tensioni tra Daniel ed Emily a causa dell'amore provato dal fratello nei confronti della ragazza; Ashley è intanto molto preoccupata in quanto Tyler non si è presentato alla cena: il ragazzo infatti, viste le minacce di Nolan, si è presentato all'appuntamento per cercare un patto per non far uscire la verità su di lui.
In un locale di strip intanto, Frank si trova faccia a faccia con la vera Emily Thorne, ora Amanda Clarke. La ragazza, inizialmente restia, alla fine decide di parlare con Frank il quale, aspettandola fuori dal parcheggio, intanto avverte Victoria che Emily nasconde qualcosa. In quel momento però, Amanda colpisce duramente Frank, stendendolo.
Negli Hampton, finita la cena, Victoria e Conrad hanno un duro litigio dopo il quale l'uomo se ne va, per raggiungere Lydia in ospedale dove la donna, sorprendentemente, si sveglia.
Declan, fuggito dalla cena per disperazione, riceve l'inaspettata visita di Charlotte la quale, finalmente, gli confessa di provare qualcosa per lui.
Emily, viene informata da Nolan che ora, ha qualcosa di pesante per controllare Tyler, il quale intanto ha confessato ad Ashley i suoi piani per il futuro.
Daniel, dopo essersi schiarito le idee, torna da Emily e le confessa che, come lei, anche lui si sta innamorando. Mentre stanno dormendo insieme, qualcuno bussa alla porta di Emily e, quando la ragazza va ad aprire, trova di fronte a sé Amanda. La ragazza, dopo un lungo abbraccio associato ad una serie di flashback, racconta a Emily quanto successo con Frank e, dopo essersi assicurate che Victoria non scopra niente, Amanda dice ad Emily di aver sistemato la situazione Frank di persona. Il corpo dell'uomo infatti, giace morto al ciglio di una strada.
- Guest star: CCH Pounder (Direttrice Sharon Stiles), Ashton Holmes (Tyler Barrol), Max Martini (Frank Stevens), Margarita Levieva (Amanda Clarke), Alicia Coppola (Melissa Robbins), Amber Valletta (Lydia Davis).
- Ascolti USA: telespettatori 8.580.000 - share 8%[8]
- Musiche: Kurt Vile, "Baby's Arms"

## Fantasmi del passato
- Titolo originale: Treachery
- Diretto da: Bobby Roth
- Scritto da: Ryan Scott

### Trama
Emily cerca ora di sistemare quello che Amanda ha creato con l'uccisione di Frank. Mentre la nasconde a casa di Nolan, lasciato all'oscuro di tutto, Emily deve anche occuparsi di Lydia che, dopo il risveglio, non ricorda nulla delle ultime settimane pur mantenendo qualche sospetto sulla ragazza. Portata da Victoria in casa sua, Lydia chiede all'amica di farle vedere una foto dove anche Emily è presente: la foto però, non mostra niente in quanto, grazie all'intervento di Nolan, Emily è riuscita a modificare la verità.
Intanto, Nolan scopre la vera identità della sua rifugiata e, dopo averla portata a casa di Emily, quest'ultima lo rassicura dicendo che Amanda partirà immediatamente per evitare complicazioni.
La situazione in casa Grayson è intanto molto tesa e, mentre Daniel decide di lasciare il lavoro per Jack e accettare l'offerta del padre, Victoria e Conrad prima di separarsi per un periodo indefinito, concordano sulla versione della caduta di Lydia. Nello stesso momento, Victoria insospettita sia dall'ultima chiamata di Frank sia dagli strani ricordi di Lydia, manda degli agenti da Emily. L'interrogatorio fatto alla ragazza però, fa emergere solo un passato (fittizio) molto difficile che non conduce alla morte di Frank ma che, in compenso fa allontanare definitivamente Daniel da Victoria. Infatti Daniel decide di trasferirsi per un po' dalla sua ragazza.
La serata è volta alla fine e mentre Charlotte trova conforto tra le braccia di Declan, Jack riprende la barca da Nolan e i due tornano amici.
Victoria litiga duramente con Conrad e, ignari del fatto che Lydia li sta ascoltando, si lasciano scappare qualche indiscrezione. Victoria è decisa ad eliminare ogni prova del tentato omicidio e, mentre si libera di alcuni documenti, Tyler "la spia" pronto con Ashley a riprendersi la sua rivincita.
Emily, tra i ricordi del passato con Amanda, chiude tutti i rapporti con lei, non sapendo che la ragazza non è partita ma è rimasta lì.
- Guest star: CCH Pounder (Direttrice Sharon Stiles), Ashton Holmes (Tyler Barrol), Margarita Levieva (Amanda Clarke), Cassius Willis (Detective Robert Gunther), Gina Gallego (Dottoressa Aguilar), Amber Valletta (Lydia Davis).
- Ascolti USA: telespettatori 7.980.000 - share 7%[9]
- Musiche: Kurt Vile, "Puppet to the man"

## Sospetto
- Titolo originale: Suspicion
- Diretto da: Bethany Rooney
- Scritto da: Salvatore Stabile

### Trama
Nolan scopre che la vera Emily Thorne, ora Kara, non ha lasciato la città come doveva e che, anzi, si sta avvicinando sempre di più a Jack. Preoccupata dalla cosa, Emily prova a parlarle non riuscendo però a convincerla a partire.
Intanto, Conrad mette nuovamente contro Tyler e Daniel per un lavoro che dovranno portare a termine durante la festa che si terrà l'indomani. Per vincere la sfida, i due dovranno concludere un contratto da venti milioni di dollari e Tyler, pur di vincere, coglie al balzo la chiamata di Nolan, che ha scoperto di essere stato imbrogliato da lui, per chiedergli di investire. Con l'ennesimo inganno, Nolan inoltre, riesce a scoprire parte del piano di Tyler: smascherare i Grayson grazie alla lettera di Lydia. Informata anche Emily della scoperta, i due pianificano ora un'altra mossa.
Mentre Emily è in casa a cercare il modo per liberarsi della vera Emily, riceve la visita inaspettata di Victoria che, con la coda tra le gambe, chiede alla ragazza di sistemare le cose per poter tornare a parlare con suo figlio così da eliminare un problema dalla lista. La donna infatti, deve far fronte anche alle accuse di omicidio piombate su suo marito a causa del ritrovamento del suo cellulare nella loro proprietà.
La festa ha luogo e, inaspettatamente, Nolan si presenta alla festa per concludere l'affare con Tyler ma, durante la negoziazione privata, mentre si stanno baciando, i due vengono visti da Ashley.
Daniel prova a sua volta a concludere un affare con il signor Takeda, un imprenditore giapponese che, rimasto solo con Emily, si mette d'accordo con lei su come aiutarla nel suo piano.
Finita la festa, Tyler vince la sfida contro Daniel e, mentre tutti se ne vanno, Victoria scopre che Lydia, aiutata da Conrad, ha lasciato la casa. L'ultima a lasciare la casa è Ashley che, rimasta sola con Victoria, ha una strana conversazione con la donna riguardo a Emily.
Intanto, mentre tutti sono alla festa, Charlotte va da Declan, dopo aver ingannato Victoria che gli aveva chiesto di allontanarsi da sua figlia in cambio di soldi. I due però, d'accordo, fingono di lasciarsi per evitare ulteriori intromissioni e, per la prima volta, trascorrono la notte insieme.
Emily, tornata a casa, riceve la visita di Jack che, euforico, le presenta la bambina che viveva in quella casa, Amanda. Sconvolta dal vedere Kara interpretare la sua vita, Emily fa finta di niente, continuando a pensare come sbarazzarsi di lei ricordando le parole di Takeda che, anni prima, la invitò in Giappone per addestrarla pur preparandola a tutti i rischi della vendetta.
- Guest star: James Tupper (David Clarke), Ashton Holmes (Tyler Barrol), Margarita Levieva (Amanda Clarke), Cassius Willis (Detective Robert Gunther), Amber Valletta (Lydia Davis), Hiroyuki Sanada (Satoshi Takeda).
- Ascolti USA: telespettatori 7.300.000 - share 6%[10]
- Musiche: Turtle Giant, "Sunlight"

## Lealtà
- Titolo originale: Loyalty
- Diretto da: J. Miller Tobin
- Scritto da: Wendy Calhoun, Nikki Toscano

### Trama
Conrad manda la richiesta di divorzio a Victoria la quale, dopo momenti di tristezza, accetta di farsi rappresentare dall'avvocato che, anni prima, aveva rappresentato il marito di Lydia.
Intanto, Emily seguendo i consigli del signor Takeda, decide di occuparsi sia di Tyler sia della vera Emily. Per quanto riguarda l'amica di infanzia, Emily decide di aiutarla ad interpretare al meglio Amanda e le dà dei suoi diari personali per far sì che sia Jack sia chiunque altro, possa riconoscere in lei la figlia di David Clarke.
Il problema Tyler invece, comporta un tradimento da parte di Emily: la ragazza infatti, per liberarsi di Tyler, tradisce la fiducia di Nolan informando Conrad del film porno fatto dai due. Nonostante ciò però, Tyler riesce a rubare la pennetta con i video di Nolan e ad ottenere del vero materiale per ricattare i Grayson.
Declan e Charlotte decidono di andare a vivere insieme ma, dopo un discorso fatto dal fratello, i due capiscono che non è il momento e Charlotte, pur di allontanarsi dalla madre, decide di andare a vivere con suo padre mentre Daniel, per cercare di allontanare Tyler dalla sua vita, torna a vivere con Victoria che, grazie a lui, ha saputo del ritorno di Amanda Clarke.
A fine serata, Emily si ritrova a fare il punto della situazione e si rende conto di essere rimasta sola avendo perso l'appoggio di Takeda, convinto che il piano della ragazza le stia sfuggendo di mano, e avendo tradito Nolan.
- Guest star: Ashton Holmes (Tyler Barrol), Margarita Levieva (Amanda Clarke), James McCaffrey (Avvocato Ryan Huntley), Hiroyuki Sanada (Satoshi Takeda).
- Ascolti USA: telespettatori 7.350.000 - share 6%[11]
- Musiche: Funkservice International, "Life is good"

## Coercizione
- Titolo originale: Duress
- Diretto da: Jamie Babbit
- Scritto da: Elle Triedman

### Trama
Siamo alla festa di Daniel e Tyler minaccia Emily con una pistola puntata alla testa.
Due giorni prima: gli incontri con gli avvocati per il divorzio hanno inizio e Daniel, come promesso, accetta di tornare a lavorare per il padre per poter spiare da vicino i suoi movimenti, mentre l'avvocato di Victoria informa Conrad che, a causa della gravidanza della donna, il loro accordo prematrimoniale è nullo. Solo dopo l'avvocato verrà messo al corrente che quella era una bugia.
Emily intanto, chiarisce con Nolan il quale, volendo bene alla ragazza, torna ad essere suo complice per scoprire cosa Tyler stia macchinando. Individuata la pen drive rubatagli, Nolan guida Emily nella casetta in piscina dove, oltre alla piccola telecamera, la ragazza trova delle pillole, tramite le quali scoprirà che Tyler ha problemi sia con la legge sia con la sua stabilità mentale. Preoccupati dalla cosa, i due riescono a mettersi in contatto con Alexander, il fratello di Tyler, il quale vola immediatamente da loro per riprendere il ragazzo.
Il giorno della festa è arrivato e per la prima volta Amanda si ritrova gelosa di Emily, capendo quanto forte sia il legame tra lei e Jack. Invitati alla festa di Daniel, Amanda incontra per la prima volta Conrad e Victoria la quale, tra una serie di flashback, non riesce a scorgere in lei la vitalità di David. Mentre tutti sono alla festa, Nolan ha un faccia a faccia con Tyler il quale, dopo averlo ferito e legato, si reca a casa di Emily per chiudere la questione. Incapace di muoversi, solo grazie all'arrivo di Alexander Nolan riesce a liberarsi e a correre da Emily.
In spiaggia, infatti, Emily torna con la torta seguita da Tyler armato, che comincia a minacciare i presenti. Pronto alla sua vendetta, il ragazzo chiede a Conrad di raccontare la verità su David Clarke e, proprio mentre sta per sparare ad Emily, arrivano Alexander e Nolan i quali, distraendolo, permettono a Jack e Daniel di disarmarlo. L'arrivo della polizia, conferma ai Grayson che ora i sospetti per l'omicidio di Frank ricadono tutti su Tyler e, mentre tutti tornano nelle proprie case, Amanda comincia ad insospettirsi a causa delle parole di Tyler.
A casa, Victoria riceve la visita dell'avvocato che la informa che un dottore ha falsato le analisi per far risultare la gravidanza e quindi ad ora il contratto matrimoniale risulta nullo.
- Guest star: James Tupper (David Clarke), Ashton Holmes (Tyler Barrol), Margarita Levieva (Amanda Clarke), James McCaffrey (Avvocato Ryan Huntley), Merrin Dungey (Avvocato Barbara Snow), David Monahan (Alexander Barrol).
- Ascolti USA: telespettatori 8.060.000 - share 7%[12]
- Musiche: Treefight for Sunlight, "Facing the Sun"

## Infamia
- Titolo originale: Infamy
- Diretto da: Matt Earl Beesley
- Scritto da: Mike Kelley, Dan Dworkin, Jay Beattie

### Trama
Invitato da Victoria, arriva in città Mason Treadwell, uno scrittore diventato famoso grazie alla pubblicazione del manoscritto su David Clarke. Victoria, incuriosita e preoccupata dall'arrivo in città di Amanda, vuole che l'uomo la intervisti di nuovo per scoprire cosa nasconda. L'arrivo del giornalista, attira inevitabilmente l'attenzione di Emily, in cerca di vendetta anche nei suoi confronti, causa delle sue false speranze da bambina. Per la sua vendetta, Emily chiede al fidato Nolan di stringere amicizia con l'uomo per ingaggiarlo come suo biografo. Nel mentre Emily inserisce nel suo piano anche Amanda che, nonostante la gelosia nei confronti dell'amica e Jack, accetta ben volentieri di aiutarla. Il loro piano sembra essere andato a buon fine ma, nel momento in cui Mason si trova di fronte ad un bivio, dire o non dire la verità su David Clarke, decide di non dirla per mantenere i rapporti con Victoria, troppo potente per contrastarla.
Intanto il divorzio tra Conrad e Victoria procede e i due cercano in ogni modo di non perdere denaro o azioni. Victoria convince il figlio Daniel a chiedere al padre la disponibilità del proprio fondo fiduciario per poter poi comprare tutte le azioni dell'azienda, ma Conrad, capendo i piani della moglie, aggiunge due clausole al contratto: il figlio non potrà investire nell'azienda fino ai 30 anni o fino al matrimonio. Ciò spinge ancora di più Daniel verso l'idea di matrimonio con Emily, cosa che però non va a genio a Victoria, che non si fida della ragazza.
Emily, meditando ancora vendetta, usa Nolan per allontanare Mason da casa e riuscire a entrarvi per prendere i video dei colloqui avuti con suo padre. Ottenuto ciò che voleva, la ragazza brucia la casa dell'uomo, togliendogli così tutto ciò che aveva.
La giornata è finita e, mentre Jack decide di lasciarsi andare con Amanda, Charlotte e Declan cercano di raggiungere un compromesso per potersi vedere, nonostante gli impegni universitari. Emily si reca a casa da Daniel per passare la notte con lui, pur mettendo in chiaro che non andrà a convivere con lui fino al matrimonio.
L'indomani Emily decide di guardare i video di Mason e in uno scopre un'amara verità: l'unica prova che suo padre avrebbe avuto per mostrare la verità della sua relazione con Victoria, era la nascita di sua figlia, Charlotte.
- Guest star: James Tupper (David Clarke), Roger Bart (Mason Treadwell), Margarita Levieva (Amanda Clarke), James McCaffrey (Avvocato Ryan Huntley), Merrin Dungey (Avvocato Barbara Snow).
- Ascolti USA: telespettatori 7.580.000 - share 6%[13]
- Musiche: Summer Fiction, "Throw you arms around me"

## L'impegno
- Titolo originale: Commitment
- Diretto da: Kenneth Fink
- Scritto da: Mark B. Perry, Liz Tigelaar

### Trama
Emily mostra i video a Nolan e lo informa del fatto che la verità su Charlotte emergerà proprio grazie ai Grayson: Emily infatti manda il video della confessione di suo padre all'uomo che, mostrandolo anche a Victoria, fa subito il test di paternità che risulta negativo. La cosa influirà molto anche proprio sulla ragazza che, dopo aver scoperto che il padre pagherà gli studi anche a Declan, viene malamente cacciata da lui. Non sapendo cosa fare, Charlotte decide di andare da Emily, scoprendo così che suo fratello le ha chiesto di sposarla. Daniel infatti, nonostante il parere contrario di sua madre, ha deciso di fare la sua proposta ad Emily che, felice, ha accettato di sposarlo.
Emily intanto, decide di occuparsi anche di Amanda, diventata ormai un problema e, grazie ai nastri presi a casa di Mason, decide di incastrarla per l'incendio di casa sua. Le cose però si complicano ulteriormente quando Amanda, convocata a casa di Victoria, riceve le accuse di Victoria che, allo stesso tempo, dubitando della ragazza, riesce a prendere il suo DNA tramite un cucchiaino per vedere se realmente è chi dice di essere. Amanda, per le varie accuse e per i sospetti su Emily che le sta nascondendo qualcosa, è molto nervosa e rischia di farsi scappare qualcosa con Jack, se non fosse per l'intervento di Nolan. Jack intanto, a causa dei video messi da Emily a casa sua, viene pestato duramente da un uomo mandato da Victoria per appropriarsi di quelle prove. Emily decide allora di raccontare della sua vendetta ad Amanda, convincendola così ad andare via. Jack, ignaro di tutto, rimane solo al suo risveglio con una lettera lasciatagli da Amanda, e una cassetta con le prove rimasta sotto il suo letto.
Emily, scoperto il fatto, si spaventa per quanto grande stia diventando la cosa e, dopo aver incontrato l'avvocato di Victoria, da lei licenziato, ed essere stata informata del fatto che solo grazie a lui e alla sua fede in suo padre la sua copertura non è saltata, confessa a Nolan di voler rallentare e rifiutare la proposta di matrimonio. Ma quando sta per comunicare la cosa a Daniel, il ragazzo, triste e arrabbiato, racconta ad Emily la verità su Charlotte e cosa Victoria gli ha raccontato: David Clarke la violentò e frutto di quella violenza è proprio sua sorella. Sconvolta dalle menzogne che Victoria gli ha raccontato, Emily torna sui suoi passi e decide di continuare con la propria vendetta.
- Guest star: James Tupper (David Clarke), Margarita Levieva (Amanda Clarke), James McCaffrey (Avvocato Ryan Huntley), Merrin Dungey (Avvocato Barbara Snow).
- Ascolti USA: telespettatori 7.670.000 - share 6%[14]
- Musiche: The Fling, "Dogpile"

## Percezione
- Titolo originale: Perception
- Diretto da: Tim Hunter
- Scritto da: Nikki Toscano, Sallie Patrick

### Trama
La festa per il fidanzamento di Emily e Daniel sta prendendo forma e, per l'evento, anche Edward Grayson è arrivato in città per cercare di riappacificare la situazione tra Victoria e suo figlio, che intanto comincia ad avere dei dubbi su Ashley.
Intanto Jack, disperato più che mai per la partenza di Amanda, trova uno dei video rubati dalla casa di Mason e, quando Emily lo scopre, cerca prima aiuto in Nolan, che allo stesso tempo viene ingaggiato da Jack per cercare qualcosa per leggere il nastro e, quando si rivela nullo il suo aiuto, ricorre ad Amanda. Emily inscena allora un incontro tra Amanda e Jack, durante il quale però l'uomo non cede e non le riconsegna il nastro.
La cena per il fidanzamento ha inizio ed Emily è decisa a far emergere la verità su Charlotte nei peggiori dei modi, ma una conversazione tra lei e Conrad le fa cambiare idea e decide di non far avere il video alla sorellastra.
Per vedere il video Jack si reca da Nolan, che per desiderio di Emily dovrebbe smagnetizzarlo. Dopo aver parlato con l'amico però, Nolan decide di lasciarglielo vedere e Jack, scoperta la verità su Victoria, decide di correre nuovamente da Amanda, la quale però non gli apre la porta immediatamente, ma cerca di inseguirlo solo dopo aver informato Emily. La cena intanto ha inizio e, nel bel mezzo dei festeggiamenti, Jack irrompe in casa minacciando Victoria e costringendo poi Conrad a raccontare tutta la verità, rivelando a Charlotte l'identità del suo vero padre e a Daniel le bugie di sua madre.
Charlotte scappa allora insieme a Declan, convinta più che mai di non avere più un padre.
Conrad ha una dura conversazione con suo padre Edward, che lo invita a dimettersi.
Emily, dopo aver chiamato Jack per sincerarsi della sua situazione, chiama Nolan per sapere cosa sia successo ma, rientrata in casa, trova una brutta sorpresa: qualcuno ha rubato la scatola nascosta nel pavimento, lasciandole un messaggio.
- Guest star: William Devane (Edward Grayson), James Tupper (David Clarke), Margarita Levieva (Amanda Clarke).
- Ascolti USA: telespettatori 7.700.000 - share 7%[15]
- Musiche: Wolf Gang, "Back to back"

## Caos
- Titolo originale: Chaos
- Diretto da: Sanford Bookstaver
- Scritto da: Mark Fish & Joe Fazzio

### Trama
La serata per la festa di fidanzamento di Daniel ed Emily è finalmente arrivata ma, in spiaggia, Daniel cade a terra privo di vita.
24 ORE PRIMA: Emily insieme a Nolan cerca di capire chi sia entrato in casa sua e, grazie ad un telefono, riesce a scoprire chi si nasconde dietro tutto: è Tyler che, dopo aver preso la scatola, ha rapito anche Amanda. La ragazza, fedele all'amica, viene messa di fronte alla realtà dei fatti da Tyler che, da Emily, vuole dei soldi. L'indomani, Emily si presenta all'appuntamento ma qualcosa va storto: Amanda infatti, delusa dall'amica ha deciso di allearsi con Tyler.
I preparativi per la festa ormai sono quasi finiti e, mentre Charlotte ruba delle pasticche dall'armadietto di Jack, impossibilitata anche dai ricatti del nonno di andare da una psicologa, Jack si reca da Emily e Nolan per salutarli: l'uomo ha infatti deciso di partire per Haiti e di lasciare Sammy con Emily.
Daniel intanto, per volere del nonno, incontra Sensei Takeda, giunto in città per il loro fidanzamento. Il ragazzo però, non si ferma a pranzo con l'uomo per stabilire altri accordi, bensì gli confessa che partirà con la sua fidanzata per fuggire dal suo nome.
Tyler decide di recarsi alla festa insieme ad Amanda per vendicarsi di Emily che, tempo prima, l'aveva incastrato per l'omicidio di Frank, commesso da lei. Ma Amanda, sapendo di essere stata lei e non Emily a uccidere l'uomo, non vuole andare alla festa e riesce a fuggire e a correre via.
Victoria e Conrad sembrano aver raggiunto un accordo per il loro divorzio ma, in realtà, Victoria nasconde qualcosa.
Emily, pronta per la serata e pronta ad ogni tipo di incursione di Tyler, si reca alla festa dove riesce a far parlare Daniel con Victoria. Il colloquio però, non va come la donna spererebbe in quanto il figlio le confessa i suoi piani per il futuro e di non volere più avere niente a che fare con lei.
Mentre Nolan si assicura che Jack lasci la città, Emily riceve da Takeda la sua scatola che nasconde in spiaggia e le conferma che l'uomo è pronto ad aiutarla ancora. Scesa in spiaggia, Emily incontra Daniel che le propone di fuggire ma la ragazza, scioccata dalla proposta, rifiuta, deludendo le aspettative del ragazzo che decide di non tornare alla festa.
Jack in realtà non è partito in quanto Amanda è riuscita ad arrivare da lui. Dopo un attimo di esitazione, Jack decide di perdonarla e di partire con lei ma, quando la ragazza scopre che Emily ha sempre fatto di tutto per tenerli uniti, decide di correre da lei per fermare Tyler. Prima di andarsene però, Jack si accorge che la ragazza è ferita e la segue.
Alla festa, Victoria sta facendo il suo discorso quando Emily riceve un messaggio di Daniel: in realtà a scriverlo è stato Tyler che, minacciando Daniel con una pistola, vuole che la ragazza spieghi tutto all'amico.
Anche Jack intanto è arrivato alla spiaggia e, sentendo degli spari, corre credendo si tratti di Amanda. La ragazza, incapace di spiegare, è in realtà accanto al corpo e Jack le ordina di scappare con la sua macchina. Jack decide allora di spostare il corpo ma viene visto da Declan e Charlotte che, non riconoscendolo, lo mettono in fuga ma cominciano ad urlare attirando così l'attenzione di tutti: sconvolti, Victoria, Conrad, Emily e tutti gli invitati, corrono alla spiaggia per vedere cosa sia successo e, una volta qui, scoprono il corpo senza vita di Daniel. Nella disperazione generale, Victoria gira il corpo del figlio scoprendo però che, in realtà, si tratta di Tyler: Daniel sbuca infatti da dietro la collina, sotto shock e insanguinato. Nella gioia generale, Emily è confusa e scioccata in quanto non sa cosa sia successo.
In quel momento, Takeda ha preso Amanda ferma in mezzo alla strada in quanto la macchina di Jack non partiva.
- Guest star: William Devane (Edward Grayson), Ashton Holmes (Tyler Barrol), Margarita Levieva (Amanda Clarke), Hiroyuki Sanada (Satoshi Takeda).
- Ascolti USA: telespettatori 7.690.000 - share 6%[16]
- Musiche: Strange Boys, "Over the river and through the woulds"

## Scandalo
- Titolo originale: Scandal
- Diretto da: Kenneth Fink
- Scritto da: Elle Triedman

### Trama
La polizia comincia le sue indagini riguardo all'omicidio di Tyler e il primo, e al momento unico sospettato, è Daniel che però, su consiglio di sua madre, non dice una parola. Arrivato a casa con Emily, dopo aver rovistato sotto le assi del pavimento dove trova soltanto una cassetta per gli attrezzi, racconta alla ragazza che Tyler aveva insinuato che lei lo stesse soltanto usando, causa del litigio tra i due. L'indomani, l'avvocato Brooks comincia a lavorare per i Grayson a difesa di Daniel, trovando solo Emily realmente disposta a raccontare tutta la verità.
Charlotte intanto, non riuscendo a sostenere tutta questa storia, continua a prendere della pasticche, venendo anche scoperta da Declan. Non sapendo con chi parlare, la ragazza si reca da Emily che, fingendo di parlare attraverso le parole di Amanda, cerca di rassicurarla sulla natura del suo vero padre.
Declan, dal canto suo, scopre che l'uomo incappucciato sulla spiaggia era suo fratello e, per amor suo, gli dice che ora tocca a lui proteggerlo.
Jack invece, ancora scosso dalla nottata passata, prova ancora a cercare Amanda trovando però, soltanto la sua giacca con dentro il documento del bonifico fatto da Emily. Non riuscendo a risalire alla provenienza del bonifico, Jack si rivolge a Nolan che, subito, si rivolge ad Emily che, insieme all'amico, scopre che quella notte Amanda era in città.
Continuando le ricerche per scagionare Daniel, Amanda capisce che Nolan lavorava per Takeda e, dopo la conferma avuta dal ragazzo, cerca ora di capire come fare ad aiutare Daniel. Nonostante gli sforzi però il ragazzo viene arrestato e ora soltanto il giudice potrà decidere del suo destino.
Il giorno dell'udienza è arrivato e, mentre Amanda ancora non è uscita allo scoperto e Ashley continua a tenere discorsi mediatici, il giudice decide di non permettere una cauzione per il ragazzo viste le evidenti possibilità della famiglia e di trasferirlo in un carcere di massima sicurezza fino al processo.
Intanto Nolan, portate a termine le sue ricerche, scopre che dietro le pubblicazioni delle foto della sera del ritrovamento del corpo di Tyler si nasconde proprio la fidata Ashley.
48 ORE PRIMA: Emily corre a casa per nascondere le prove nascoste sotto le assi ma, una volta arrivata, viene attaccata da Takeda che, dopo averla messa K.O. le racconta di come Tyler stesse per raccontare tutta la verità a Daniel e, per evitare, l'ha dovuto uccidere. L'uomo aggiunge anche che in spiaggia, oltre ai due, c'erano anche Amanda e Jack.
- Guest star: James Tupper (David Clarke), Courtney B. Vance (Benjamin Brooks), Ashton Holmes (Tyler Barrol), Veronica Cartwright (Giudice Elizabeth Blackwell), Hiroyuki Sanada (Satoshi Takeda).
- Ascolti USA: telespettatori 7.530.000 - share 6%[17]
- Musiche: Howl Baby Howl, "Stand in line"

## Il dubbio
- Titolo originale: Doubt
- Diretto da: Matt Earl Beesley
- Scritto da: Mike Kelley, Dan Dworkin, Jay Beattie

### Trama
Daniel è ancora in prigione dopo le accuse di omicidio mosse nei suoi confronti. A casa, Victoria cerca disperatamente un appiglio per incolpare Amanda e prova a convincere Charlotte che, forse, l'uomo da lei visto quella sera fosse in realtà una donna. A confermare la sua teoria, arriva una risposta un po' ambigua di Declan che, mettendo in dubbio ciò che entrambi avessero visto, può aiutare la difesa a scagionare Daniel. Sotto consiglio di Amanda, Victoria e Conrad assumono Mason Treadwell che, convinto da Nolan, scriverà un blog in tempo reale per informare il pubblico riguardo all'andamento del caso Grayson. Tornata a casa però, Emily ha una brutta sorpresa: Victoria ora vuol far ricadere i sospetti su Jack. La ragazza si mette allora in moto per aiutare l'amico di sempre e, supportata da Nolan, riesce a convincere Jack a partire per Montréal dove presumibilmente si nasconde Amanda. Per proteggere suo fratello, anche Declan decide di agire: il ragazzo infatti rilascia una confessione a Mason secondo cui quella notte Charlotte era drogata e ubriaca, cosa che costa al ragazzo la sua relazione ma, almeno, aiuta suo fratello.
Victoria intanto, è sempre più decisa a far uscire Daniel dalla prigione e, tramite un uomo da lei assunto, fa pestare gravemente il figlio che, in pericolo di vita, viene messo agli arresti domiciliari.
Emily intanto gioca le sue carte e riesce, tramite varie manipolazioni, a mettere Mason contro Victoria e, anche, a scoprire che il mandante del pestaggio ai danni di Daniel è stata proprio Victoria. Per vendicarsi, Emily, travestendosi, si reca nel bar dove Victoria pagò l'uomo e, dopo aver registrato le varie confessioni che l'uomo le rilascia, la ragazza lo pesta brutalmente, per poi fare un calco delle sue chiavi.
Victoria intanto, intrattiene una storia con Dominic Wright e, in parallelo, insinua in Daniel il dubbio che, quella notte, potrebbe essere stata Emily a sparare. Il ragazzo però, sembra non dar ascolto alla madre, nonostante cominci a dubitare della ragazza che, al momento, sembra essere sparita.
- Guest star: Courtney B. Vance (Benjamin Brooks), Roger Bart (Mason Treadwell), Tess Lina (Giornalista televisiva), James Purefoy (Dominik Wright).
- Ascolti USA: telespettatori 7.770.000 - share 6%[18]

## Giustizia
- Titolo originale: Justice
- Diretto da: Bobby Roth
- Scritto da: Liz Tigelaar, Sallie Patrick

### Trama
Il processo contro Daniel continua inesorabile e, la difesa, sembra non aver nessun appiglio per proteggere il ragazzo. Ecco che allora, ognuno comincia a creare il proprio piano, legale o meno: l'avvocato Brooks decide di chiamare come prima testimone a favore di Daniel, Emily per far sì che le sue parole, facciano innamorare la giuria del ragazzo; da parte sua, Emily non vorrebbe che il ragazzo finisse in prigione ma, allo stesso tempo, vuole proteggere Jack, tornato in città per supportare suo fratello, e vuole, soprattutto, rovinare i Grayson; Victoria, non fidandosi di Emily, decide di ricorrere nuovamente all'aiuto di Lee, il suo scagnozzo, per minacciare un membro della giuria, assicurandosi così la vittoria in tribunale. Allo stesso tempo, sfruttando il suo potere, Victoria convince Charlotte a parlare con Declan per cercare di convincerlo a cambiare la sua deposizione.
In tutto ciò, Emily ha messo delle cimici in casa Grayson per poter spiare le loro mosse, anticiparli e rovinarli quando sarà il momento opportuno.
Daniel intanto, spinto dalle parole anche di sua madre, comincia a dubitare dell'amore di Emily e, spinto dalla gelosia, viola gli arresti domiciliari e va ad aspettarla a casa sua: la ragazza infatti, è uscita di nascosto da casa per recarsi al locale di Jack dove, pronta a scagionarlo, ha rubato l'unica prova che lo conduca sulla scena del crimine: la felpa con il cappuccio sulla quale vi sono le tracce di sangue di Tyler. Rientrata a casa, Emily trova ad aspettarla Daniel che, dopo una violenta scenata di gelosia, viene arrestato. Distrutta, Emily va a casa da Victoria alla quale racconta di aver cercato prove contro Jack per risalire ad Amanda, invano.
In quello stesso momento, Lee esce da un locale e viene arrestato per rapimento di minore e, in più, nella sua auto viene ritrovata la felpa che fa sì che venga accusato per l'omicidio di Tyler.
Visti i risvolti della situazione, Nolan si complimenta con Emily e cerca di convincere Jack a lasciar perdere tutta questa situazione.
Lee dalla prigione chiama Victoria la quale però, minaccia di denunciarlo e, messa alle strette da Conrad, gli confessa tutto ciò che ha fatto coinvolgendo proprio Lee. Infuriato, Conrad informa la donna che ha mandato via Dominick e Victoria, incredula, si trova ad andare al suo appartamento, lasciato vuoto dal suo amante.
Charlotte, delusa dal comportamento di Declan, che dopo la deposizione è fuggito, chiama il suo ex ragazzo il quale le ha procurato altre droghe.
In prigione, Daniel scrive una lettera ad Emily nella quale le dice di volerla far finita ma, in quel momento, arriva Brooks che lo informa che Lee, accusato per l'assassinio di Tyler, si è appena tolto la vita nella cella accanto, fermando così ogni mossa avventata del ragazzo.
A casa, Emily ascolta le chiamate di Conrad e, raggiunta da Nolan, sconvolta gli confessa di aver scoperto che non solo i Grayson incolparono suo padre, ma lo uccisero architettando una rissa in prigione, stessa sorte toccata a Lee.
- Guest star: Courtney B. Vance (Benjamin Brooks), Veronica Cartwright (Giudice Elizabeth Blackwell), Robbie Amell (Adam Connor), Barbara Williams (Procuratore distrettuale), Derek Ray (Lee Moran), James Purefoy (Dominik Wright).
- Ascolti USA: telespettatori 7.030.000 - share 6%[19]

## Assoluzione
- Titolo originale: Absolution
- Diretto da: Sanford Bookstaver
- Scritto da: Nikki Toscano, Ryan Scott

### Trama
Grazie alla confessione scritta di Lee, Daniel viene assolto dall'accusa di omicidio nei confronti di Tyler ed Emily, interrompendo la confessione che Daniel vorrebbe farle, lo va a prendere in prigione. Una volta usciti però, una folla inferocita urla contro il ragazzo, non d'accordo con l'assoluzione. Arrivati a casa, sotto consiglio di Emily, i Grayson cominciano a considerare l'idea di fare un'intervista pubblica per far cadere ogni dubbio su Daniel.
Emily intanto, parlando con Charlotte, ha scoperto che Nolan ha un altro diario del padre che le ha tenuto nascosto. Cominciando ad indagare riguardo agli ultimi giorni di vita di David, Emily risale a Carole Miller che, fingendosi morta, ora conduce una vita tranquilla in periferia. Raggiunta la donna, Emily scopre che quella altri non è che l'ex segretaria di Conrad e zia di Nolan. Parlando con la donna, e con Nolan, Emily scopre che anche Carole è convinta dell'innocenza di suo padre e, come lei, anche un altro membro della società di Grayson ma, i due, non riuscirono a scagionarlo perché la morte raggiunse David prima che loro potessero parlare. Carole, ancora, confessa ad Emily di un uomo che, senza appuntamento, si presentava da Conrad il quale, probabilmente, è proprio l'assassino di suo padre.
Tornata a casa, Emily trova Daniel ad aspettarla il quale, nel pomeriggio, ha avuto un confronto con Jack il quale gli ha raccontato tutta la verità su Lee Moran che, ora, il ragazzo riporta alla futura moglie. Rientrato a casa per prendere le sue cose, Daniel trova suo padre ancora sveglio il quale, confessandogli di essere sull'orlo di una crisi economica a causa, ancora una volta, di sua madre che, mettendosi in contatto con l'agente McGowen, sta mettendo a rischio la società. In un momento di sincerità, Conrad racconta a suo figlio tutta la verità, a partire da David Clarke fino ad arrivare ai complotti di sua madre per aiutarlo ad uscire di prigione.
L'indomani, sperando che le confessioni di suo padre facciano cambiare idea a Daniel riguardo alla sua famiglia, Emily ascolta l'intervista alla fine della quale però, si rende conto che Daniel è esattamente come loro e così, raggiunto Nolan al locale di Jack, gli confessa che sposerà Daniel e, allo stesso tempo, continuerà le ricerche per l'uomo che ha ucciso suo padre che, per il momento, ha solo un volto.
Declan, preoccupato per la salute di Charlotte, la denuncia al preside della scuola il quale, trovando nell'armadietto della ragazza delle droghe, la espelle di scuola. Di contro, la ragazza impedisce a suo padre di continuare a pagare la retta di Declan che, però, trova in Nolan un nuovo amico e finanziatore.
Victoria, avendo capito che Daniel è schierato dalla parte di Conrad, decide di cercare in Charlotte un'alleata e così, decide di portarla sulla tomba di David, dove scopre che qualcun altro gli ha fatto visita.
- Guest star: James Tupper (David Clarke), Courtney B. Vance (Benjamin Brooks), Tess Harper (Carole Miller), James Morrison (Uomo dai capelli bianchi), Michael Reilly Burke (Agente John McGowen), Robbie Amell (Adam Connor), Tess Lina (Giornalista televisiva).
- Ascolti USA: telespettatori 7.140.000 - share 6%[20]

## Eredità
- Titolo originale: Legacy
- Diretto da: Eric Laneuville
- Scritto da: Dan Dworkin, Jay Beattie

### Trama
DICEMBRE 2002: Amanda vive la sua vita spendendo i soldi che ha nel peggiore dei modi: tra droghe, alcool e bullismo. Nolan, preoccupato per la ragazza, cerca di aiutarla e di convincerla a leggere i diari di suo padre, fallendo di continuo fino a quando però, la ragazza non si decide finalmente a tornare nella sua vecchia casa e a leggere le memorie di suo padre. Rimanendo turbata dalla lettura, Amanda decide di rimanere un po' in città e, andando al locale di Jack, scopre che per Capodanno i Grayson hanno organizzato una grande festa per la quale cercano delle cameriere. Pur non avendo il supporto di nessuno, Amanda decide di partecipare come cameriera e vede, uno per uno, coloro i quali hanno contribuito alla morte di suo padre. Durante la serata, Amanda incontra anche Roger Hasteld, un amico di suo padre, che, a detta sua, era l'unico a credergli. Facendosi coraggio, Amanda decide di parlare con Roger il quale, dopo un iniziale rifiuto, decide di aiutarla. Prima però di scoprire qualcosa, l'uomo viene ucciso, lasciando Amanda nel panico più totale e decisa più che mai a vendicare la memoria di suo padre.
Intanto Nolan, si avvicina a Jack scoprendo che la causa del suo trasferimento nel bar è stato il suo acquisto della sua casa. Sentendosi in colpa, Nolan parla con il padre di Jack il quale però, confessa a Nolan di non rivolere indietro casa sua.
Victoria, pensa di continuo a David e, dopo aver scoperto che Lidya e suo marito si trasferiranno nella sua casa, si sente come strappare l'ultimo ricordo dell'uomo.
NEL PRESENTE, Amanda rilegge il biglietto che Roger quella sera le lasciò e, aspettando Daniel, si prepara a festeggiare un nuovo Capodanno con i Grayson.
- Guest star: James Tupper (David Clarke), John Billingsley (Roger Halsted), Max Martini (Frank Stevens), Yancey Arias (Senatore Tom Kingsly), Roger Bart (Mason Treadwell), Alex Carter (Michael Davis), Matthew Glave (Bill Harmon), Brian Goodman (Carl Porter), Amy Landecker (Dottoressa Michelle Banks), Emily Alyn Lind (Amanda Clarke da bambina), Gena Shaw (Kyla), Amber Valletta (Lydia Davis).
- Ascolti USA: telespettatori 7.010.000 - share 6%[21]

## Il lutto
- Titolo originale: Grief
- Diretto da: Randy Zisk
- Scritto da: Mark Fish, Joe Fazzio

### Trama
Emily sta scavando una buca mentre non riesce a trattenere le lacrime.
36 ORE PRIMA: Emily e Nolan tengono sotto controllo l'ufficio di Conrad e scoprono che Daniel ha in mente un piano per far tacere Jack. Preoccupati per l'amico, solo dopo scopriranno che Daniel ha dato a Jack un assegno da un milione di dollari per comprare il suo silenzio cosa che, grazie alle pressioni di Nolan, Jack accetta di fare.
Intanto, non perdendo di vista l'ufficio di Conrad, Emily e Nolan osservono attoniti l'arrivo dell'assassino di suo padre. Quando l'uomo se ne va, impietrito, Nolan chiede a Emily cosa voglia fare a proposito e lei, indirettamente, gli fa comprendere che lo vuole uccidere. Inscenando una minaccia rivolta a lei e Daniel, Emily riesce a far organizzare a Conrad un appuntamento con l'assassino. A causa però dei preparativi per il suo matrimonio, durante i quali Emily e Daniel hanno una brutta lite, Emily non riesce a presentarsi all'appuntamento e, al posto suo, manda il fidato Nolan.
Victoria intanto, dopo non aver ottenuto i risultati sperati dalla perquisizione dell'agente McGowen, decide di muoversi da sola e, aiutata anche da Lydia, ora ufficialmente insieme a Conrad, riesce a recuperare tutti i documenti che incolpano l'ormai ex marito di crimini gravissimi, compreso aver incastrato e ucciso David Clarke.
A casa, per aiutare Charlotte, Victoria accetta di prendere parte ad una terapia di famiglia durante la quale però, Conrad avendo scoperto che la donna ha preso i suoi documenti, l'attacca duramente.
Daniel, dopo la scenata durante la terapia, minaccia sua madre di non rivolgerle più parola se continuerà il processo contro suo padre e, in risposta, la donna decide di consegnargli tutti i documenti, per poi scoprire che il figlio era d'accordo già da prima con Conrad.
A casa intanto, Emily ha ricevuto l'indirizzo dell'uomo dai capelli bianchi da Nolan e si prepara per andarlo ad uccidere. Arrivata all'indirizzo però, Emily scopre che Nolan le ha dato l'indirizzo sbagliato e, ad aspettarla, c'è Carole.
Nolan intanto, è all'indirizzo giusto e riesce a mettere delle spie a casa dell'uomo.
Jack intanto, scopre che Sammy è sparito e, aiutato da Declan, esce per cercarlo. Poco dopo riceve la chiamata di Emily che lo informa che Sammy è lì. Insieme, i due assistono alla morte del cane e, in lacrime, finiscono per baciarsi, osservati di nascosto da Ashley. Subito dopo, i due escono fuori in giardino per scavare la buca.
Charlotte intanto, stressata dalla sua famiglia, va da Declan che, però, è con una sua compagna di scuola per studiare. Vedendoli insieme, Charlotte fraintende tutto e se ne va, per comprare poi della droga.
Emily, ha ascoltato le parole di Daniel e sa che ora i documenti sono nelle sue mani e, dopo aver ringraziato Nolan per quanto fatto per lei, lo saluta per occuparsi di Daniel.
Nolan, attaccato il telefono ad Emily, viene colto di sorpresa dall'uomo dai capelli bianchi che ha scoperto il suo inganno.
- Guest star: James Tupper (David Clarke), James Morrison (Uomo dai capelli bianchi), Michael Reilly Burke (Agente John McGowen), Tess Harper (Carole Miller), Rachel Katherine DiPillo (Jaime Cardaci), Marcus Giamatti (Dottor Ray Clemons), Emily Alyn Lind (Amanda Clarke da bambina), Amber Valletta (Lydia Davis).
- Ascolti USA: telespettatori 6.900.000 - share 6%[22]

## La resa dei conti
- Titolo originale: Reckoning
- Diretto da: Sanford Bookstaver
- Scritto da: Mike Kelley, Mark B. Perry

### Trama
Emily riesce ad inscenare una rapina in casa sua e, accusando l'uomo dai capelli bianchi, Lurch, fa credere a Daniel che le prove contro suo padre sono ora nelle sue mani. Preoccupato, Daniel avverte subito suo padre per poi scoprire, tramite Ashley, del bacio tra Emily e Jack, proprio quando l'uomo gli riporta l'assegno.
Emily intanto, si reca da Nolan dove scopre che l'uomo da lei cercato l'ha rapito. Riuscendo a mettersi in contatto con lui, Emily gli confessa la sua vera identità e ottiene un appuntamento subito dopo del quale, si risveglia legata accanto a Nolan. Mentendo, Emily riesce ad allontanare l'uomo da casa sua e a liberarsi: liberato anche Nolan, incarica l'amico per consegnare le prove a McGowen per poi preparare la sua vendetta. Rimasta ora sola, faccia a faccia con Lurch: i due cominciano una dura lotta e, alla fine, Emily è pronta ad ucciderlo ma, ricordando una promessa fatta a suo padre, decide di risparmiargli la vita. Tornata a casa, distrutta dallo scontro, Emily si trova a far i conti con Daniel che, scoperto il bacio tra lei e Jack, vuole ora la verità. Stanca, Emily decide di lasciare il ragazzo che non può far altro che tornare da sua madre, felice per la notizia e attonita quando scopre che non è stato suo figlio a consegnare le prove.
A scuola, Charlotte decide di screditare Jamie e invia delle foto che la ritraggono con un suo vecchio professore di storia. Indignato per quanto fatto dalla ragazza, Declan decide di chiudere ogni rapporto con lei.
Sempre più convinta della sua missione contro Conrad, Victoria è pronta a partire alla volta di Washington, seguita anche da Lydia che, dopo qualche ripensamento, ha infine deciso di schierarsi con l'amica-nemica di sempre. Mentre salgono per prendere il volo, un uomo toglie gli ultimi blocchi dalle ruote: è Lurch.
A casa, Emily decide di raccontare tutto quanto a Jack ma, una volta arrivata al suo bar, scopre che Amanda è tornata e che è incinta del figlio di Jack. Tornata a casa distrutta, Emily guarda il telegiornale e scopre, con dolore, che l'aereo su cui viaggiava Victoria e le prove a favore di suo padre, è esploso.
Charlotte, guardando il telegiornale, prova a rintracciare Declan che però non vuole sapere niente da lei. Rimasta sola, Charlotte prende delle droghe: persi i sensi, la ragazza viene trovata da Conrad.
In quell'istante, arriva a casa da Emily anche Nolan che la informa di aver fatto una copia dei files e che la cosa va ben oltre quanto pensassero: dietro tutto, oltre ai Grayson, c'è anche l'Americon Initiative e, in un video, Emily scopre che Victoria, così come ora anche Nolan, sapeva che la moglie di David, nonché sua madre, fosse ancora viva.
- Guest star: James Tupper (David Clarke), James Morrison (Uomo dai capelli bianchi), Michael Reilly Burke (Agente John McGowen), Rachel Katherine DiPillo (Jaime Cardaci), Amber Valletta (Lydia Davis), Margarita Levieva (Amanda Clarke).
- Ascolti USA: telespettatori 7.850.000 - share 6%[23]